# Симон Грифит
Симон Грифит (на английски: Simone Griffeth), позната и под името ѝ Симон Грифит-Макдоналд, е американска актриса. Тя е преподавател по театрално изкуство в Университета на Южна Каролина в продължение на три години. Докато посещава колежа Симон работи и по седмично детско шоу за телевизионна програма Колумбия. Първата и изява в телевизионна реклама е на 15-годишна възраст.

## Биография и кариера
Симон Грифит е родена на 4 април 1950 г. в Савана, Джорджия. Тя прави своя дебют с главна роля на сладко момиче във филма „Блатно момиче“ (1971 г.). След това тя продължава да се снима в няколко филма през 1970 г. В началото на 1980 г. междувременно започва да участва и в много телевизионни сериали в най-гледаното телевизионно време – като ролята и на репортер Гретхен в „Кавалер “(1980 – 81) и в „Аманда край морето“ (1983). Тя продължава да обучава актьори в областта на Хилтън Хед.
Освен многото телевизионни предавания Грифит има и много участия във филми като „Хавай Пет-O“, „Мъж за шест милиона долара“, „Старски и Хъч“, „Хълк“, „Царете на хаоса“, „Най-великият американски герой“, сериала „Бъфало Бил“, „Ти Джей Хукър“, „Частен детектив Магнум“, „Въртоп“, „Златните момичета“, „Брет Маверик“. Междувременно тя работи като агент по недвижими имоти от висок клас, заедно със съпруга си Уейн Макдоналд.

## Избрана филмография
- 1971, Блатно момиче – роля Джанин
- 1973, Шестнайсет – роля Наоми
- 1975, Смъртоностна надпревара 2000 – роля Ани смит
- 1980, Борбата се завръща: Историята на Роки Блеар – роля Нанси
- 1980, Илюзия – роля Памела Бартън
- 1985, Гореща мишена – роля Кристин Уебър
- 2014, Девствена – роля Елеонор Томас